# Stor-Lönngrundet
Stor-Lönngrundet is een eiland annex zandbank behorend tot de Lule-archipel. Het eiland ligt ongeveer in het midden van de Rånefjärden in het noorden van de Botnische Golf bij Zweden. Het heeft geen oeververbinding. Er is enige bebouwing dienende tot noodcabines of zomerwoningen.
Ågrundet · Alskäret · Avasjögrundet · Fågelreven · Flakaskäret · Fliggen · Furuholmen · Grangrundet · Granholmen · Hällholmen · Kilsgrundet · Köpmanholmen · Långholmen · Laxön · Laxögrundet · Lill-Kilholmen · Lönngrundet · Piltreven · Rödbergsgrunden · Sandviksreven · Skärgrundet · Skärgrundsflagan · Stor-Kilholmen · Stor-Lönngrundet · Troppen · Yttre Sandgrundet